# Malý pán
Malý Pán je český loutkový film režiséra Radka Berana z roku 2015.

## Výroba
Natáčení probíhalo od druhé poloviny srpna 2014 v lesích na Písecku.
Podobu loutek vytvořil František Antonín Skála, na natáčení se podílel soubor Buchty a loutky.

## Účast na festivalech
Film se mj. promítal na Kanárských ostrovech a v Šanghaji. V plánu bylo též uvedení na Mezinárodním festivalu filmů pro děti a mládež v Teheránu.

## Ocenění
Film byl nominován na Cenu české filmové kritiky v kategorii audiovizuální počin.

## Obsazení dabingu loutek
| Saša Rašilov mladší | Malý pán          |
| Valerie Zawadská    | Prázdná hlava     |
| Zuzana Bydžovská    | Rybabice          |
| Táňa Vilhelmová     | Muří noha         |
| Vladimír Javorský   | Drobný mistr      |
| Miroslav Táborský   | Promodral         |
| Tomáš Procházka     | Kapitán Beefheart |
| Jiří Ornest         | Datel             |
| Pavel Liška         | Drzý zmetek       |
| Vanda Hybnerová     | Velká tíseň       |
| Lumír Tuček         | Bádavci           |
| Jan Vondráček       | Knihovník         |
| Klára Sedláčková    | larva Fída        |
| Ota Jirák           |                   |

## Recenze
- Mirka Spáčilová, iDNES.cz
- Matěj Svoboda, MovieZone.cz
- Jason Pirodsky, Epats.cz  http://www.expats.cz/prague/article/czech-films/maly-pan-the-little-man/ Archivováno 9. 5. 2015 na Wayback Machine.